# Manmohan Singh

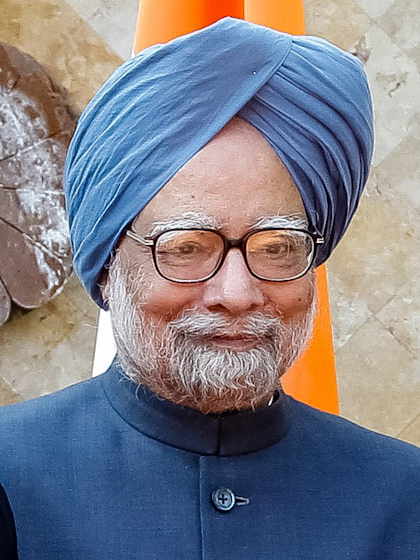
Manmohan Singh (2012)

Manmohan Singh (Panjabi ਮਨਮੋਹਨ ਸਿੰਘ Manmohan Singh [ˈmənmoːɦən ˈsɪ́ŋɡʰ]; * 26. September 1932 in Gah, Punjab, Britisch-Indien, heute Pakistan; † 26. Dezember 2024 in Neu-Delhi) war ein indischer Politiker. Er war von 2004 bis 2014 der Premierminister Indiens.

## Leben

Manmohan Singh (Mitte) als Finanzminister in den 1990er Jahren

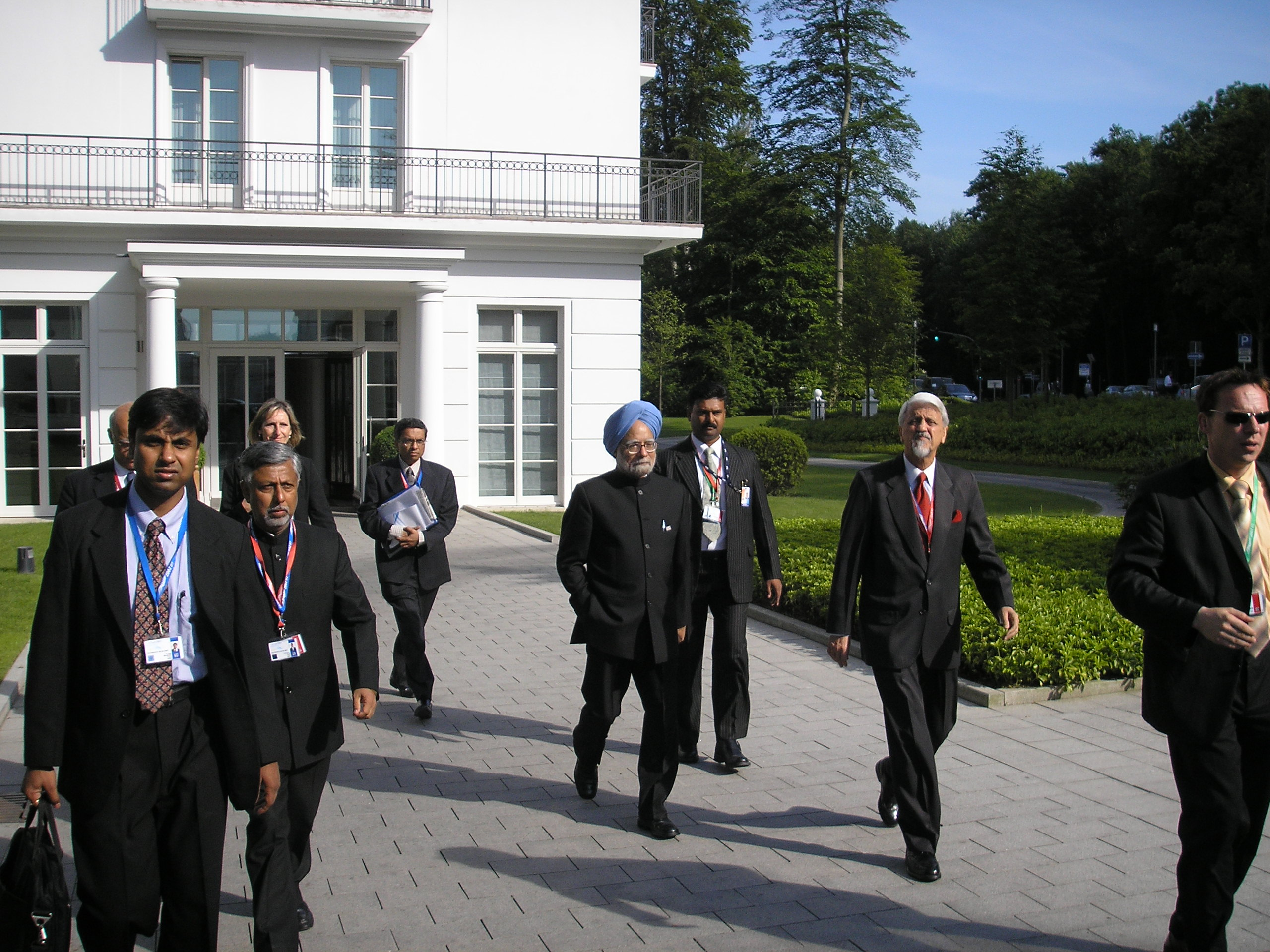
Manmohan Singh mit der indischen Delegation beim G8-Gipfel in Heiligendamm 2007

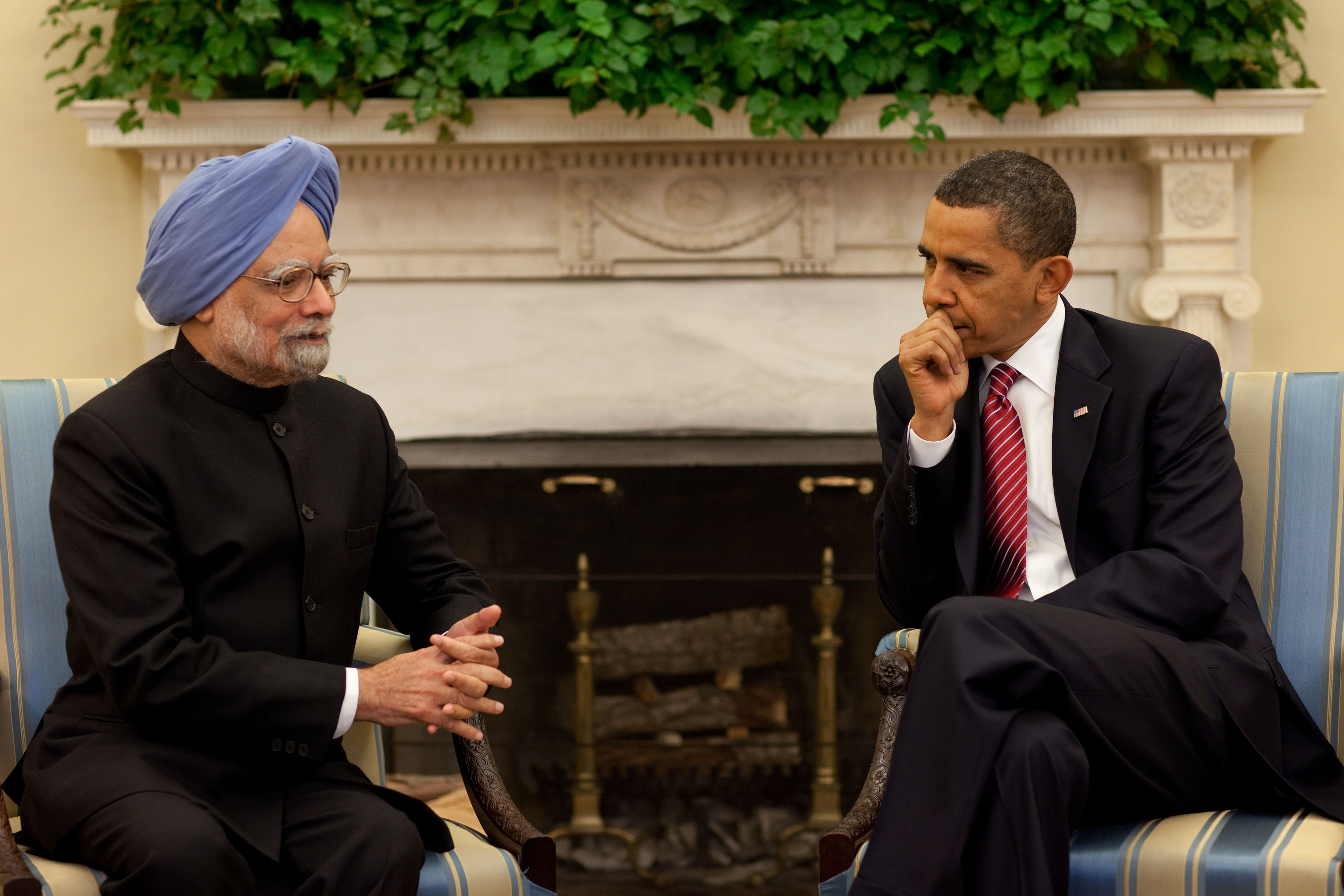
Manmohan Singh mit Präsident Barack Obama

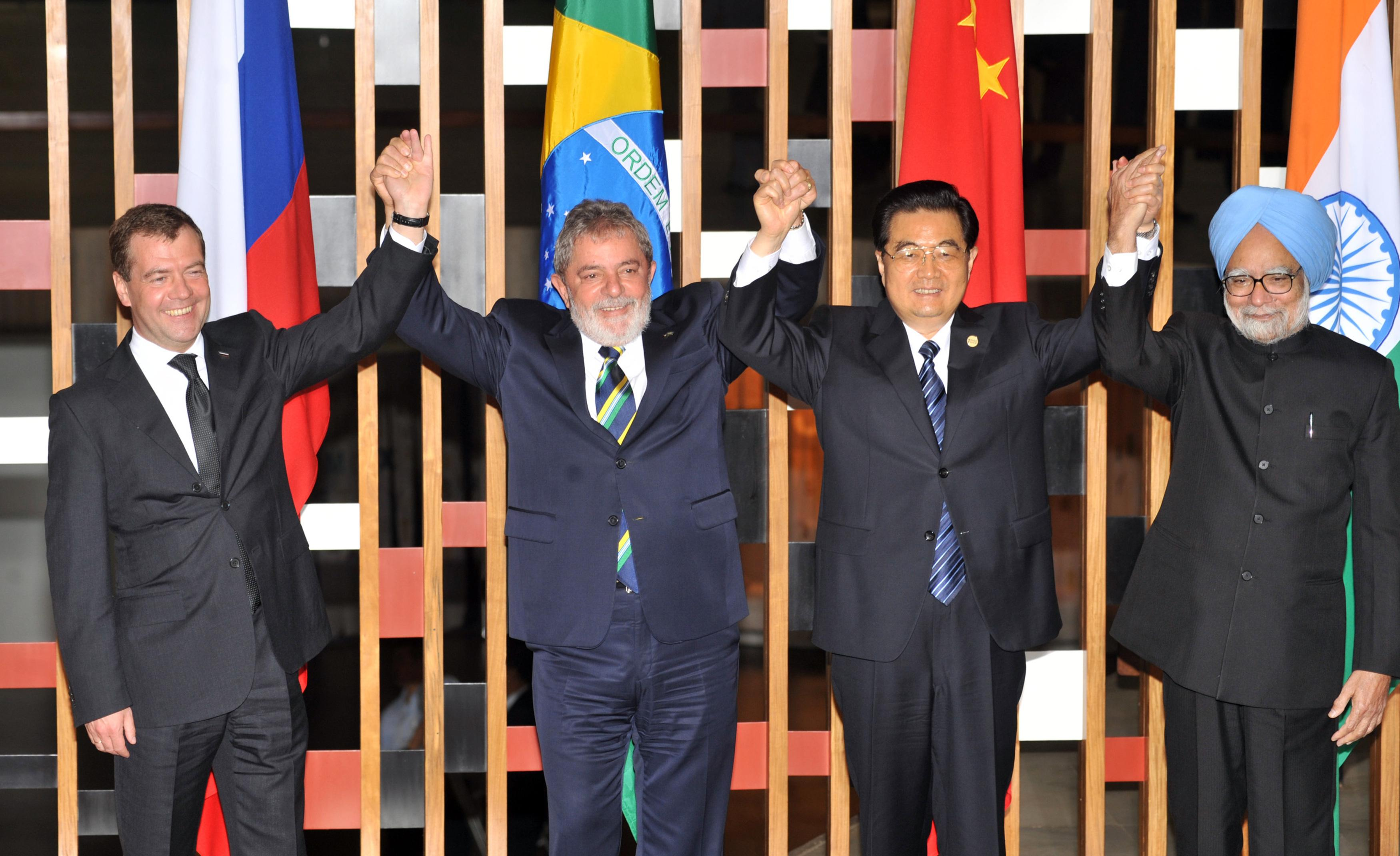
BRIC-Gipfeltreffen 2010 in Brasília – Singh mit Dmitri Medwedew, Luiz Inácio Lula da Silva, Hu Jintao

Manmohan Singh wuchs als Kind einer Bauernfamilie, die zur religiösen Gemeinschaft der Sikhs gehörte, im heute pakistanischen Teil des Punjab im damaligen Britisch-Indien auf. Nach der Unabhängigkeit und Teilung Indiens 1947 flüchtete seine Familie in den indischen Teil des Punjab. Er studierte zunächst an der Panjab University in Chandigarh und später als Stipendiat in England an den Universitäten Cambridge und Oxford Volkswirtschaftslehre. 1958 heiratete Singh die Inderin Gursharan Kaur, mit der er drei Töchter hatte.
Nachdem Singh im Jahr 1962 das Studium mit dem Doktorgrad (Ph.D.) an der Universität Oxford abgeschlossen hatte, arbeitete er von 1966 bis 1969 für die Konferenz der Vereinten Nationen für Handel und Entwicklung (UNCTAD). In den 1970er Jahren war er Dozent an der University of Delhi und arbeitete im Außenhandels- und Finanzministerium in Neu-Delhi.
Von 1982 bis 1985 leitete Singh die Reserve Bank of India. Auch saß er im Direktorium des Internationalen Währungsfonds. 1991 wurde er Finanzminister in der Regierung P. V. Narasimha Raos zu einer Zeit, als die indische Wirtschaft geschwächt und die Staatsverschuldung sehr hoch war. In seiner Zeit als Finanzminister erlangte er den Ruf eines erfolgreichen Wirtschaftsreformers, der die staatlich gelenkte Wirtschaft liberalisierte. Dies machte ihn insbesondere auch bei der ländlichen Bevölkerung beliebt. Er gilt als Vater des indischen Wirtschaftswunders in den 1990er Jahren. Er war 2001 Mitbegründer des EuroIndia Centre.
Nach der Parlamentswahl in Indien 2004 wurde Singh zum 14. indischen Premierminister seit der Unabhängigkeit von der britischen Kolonialherrschaft (1947) gewählt, nachdem die Spitzenkandidatin der siegreichen Kongresspartei, Sonia Gandhi, das Regierungsamt abgelehnt hatte. Am 22. Mai 2004 wurde sein Koalitionskabinett vereidigt.
Das erklärte Hauptziel von Singh waren spürbare Verbesserungen für die zwei Drittel der indischen Bevölkerung, die von der Landwirtschaft leben. Manmohan Singh war der erste Nicht-Hindu, der zum Premierminister gewählt wurde.
Im Rahmen der Cricket-Diplomatie fand unter seiner Regierung eine zaghafte Annäherung an Pakistan statt.
2007 erklärte Singh angesichts wiederaufflammender Gewaltaktionen von Naxaliten und Maoisten in Indien, der Linksextremismus sei die größte innenpolitische Bedrohung für sein Land.
Bei der Parlamentswahl in Indien 2009 konnte die von der Kongresspartei geführte Parteienkoalition ihre Mehrheit noch deutlich ausbauen, so dass Manmohan Singh am 22. Mai 2009 erneut zum Premierminister gewählt wurde. Am 28. Mai 2009 stellte er der Öffentlichkeit sein Koalitionskabinett vor.
Singh war Mitglied im Club of Rome.
Anfang Januar 2014 kündigte der 81-jährige Singh seinen baldigen Rückzug aus der Politik an. Er sprach sich dabei für Rahul Gandhi als seinen Nachfolger aus und warnte vor einer möglichen Machtübernahme Narendra Modis von der Bharatiya Janata Party, die er als „katastrophal für das Land“ bezeichnete. Nach der Stimmauszählung nach der Parlamentswahl 2014, die der Kongresspartei eine schwere Niederlage brachte, trat Singh am 17. Mai 2014 von seinem Amt als Premierminister zurück. In seiner kurzen Rede anlässlich des Rücktrittes dankte er der indischen Nation und zog ein Resümee seiner 10-jährigen Amtszeit:

“[…] my life and tenure in public office are an open book. I have always tried to do my best in serving this great nation of ours. […] In the last ten years, we as a country have seen many successes and achievements that we should be proud of. Today, India is a far stronger country in every respect than it was a decade ago. […] As I leave office, my abiding memory will be the love and kindness that I have always received from you. […]
I owe everything to this country, this great land of ours where I, an underprivileged child of Partition, was empowered enough to rise and occupy high office. […] I firmly believe that the emergence of India as a major powerhouse of the evolving global economy is an idea whose time has come.”

„[…] mein Leben und meine Zeit in öffentlichen Ämtern sind ein offenes Buch, und ich war immer bestrebt, dieser unserer großen Nation nach meinen besten Möglichkeiten zu dienen. […] In den letzten zehn Jahren haben wir als Land viele Erfolge und Errungenschaften gesehen, auf die wir stolz sein sollten. Heute ist Indien in jeder Hinsicht ein weit stärkeres Land, als es das ein Jahrzehnt zuvor gewesen ist. […] Indem ich mein Amt verlasse, gedenke ich beständig der Zuneigung und Freundlichkeit, die ich von Ihnen erhalten habe. […] Ich verdanke alles diesem Land […], wo ich, ein unterprivilegiertes Kind der Teilung, in die Lage versetzt wurde, in das höchste Amt aufzusteigen. […] Ich glaube fest daran, dass die Idee der Entwicklung Indiens zu einem führenden Zentrum in der sich entwickelnden globalen Wirtschaft jetzt verwirklicht werden wird.“

## Auszeichnungen
2014 wurde ihm der japanische Orden der Paulownienblüte verliehen.

## Kritik
Seit 2009 musste sich Singh mit Vorwürfen der Korruption befassen. Im Jahr 2010 wurde der Skandal um Mobilfunklizenzen bekannt, bei dem für Indien ein Verlust von rund 27 Milliarden Euro entstand. Als Folge musste der damalige Minister für Kommunikation und Informationstechnologie A. Raja vor Gericht erscheinen. Ihm wurde vorgeworfen, 85 von 122 Lizenzen weit unter dem üblichen Preis vergeben zu haben. Im Jahr 2012 entwickelte sich der Coalgate genannte Skandal, in dem Singh direkt vom Indischen Rechnungshof im Bericht erwähnt wurde, da er dem Ministerium für Kohle vorstand. Coalgate übertraf mit schätzungsweise 207 Milliarden Euro entgangenem Staatsgeld sogar den Skandal um die Mobilfunklizenzen.